# Chiftele
Chiftelele sunt un fel de mâncare des întâlnit în România, dar și în multe alte bucătării din lume, în diverse variante. În forma tradițională românească, chiftelele conțin carne tocată (de regulă de porc, vită sau un amestec), ouă, pâine înmuiată în apă sau lapte, alteori cartofi rași, morcovi, verdețuri (mărar, pătrunjel), usturoi, ceapă, condimente și sare. Amestecul este modelat sub formă de biluțe sau turtițe, apoi prăjit în ulei.
Se consumă ca atare, cu muștar, murături sau salată verde, pot fi servite alături de piure de cartofi, orez sau în sos tomat (marinate). De asemenea, se pot prepara și la cuptor sau la abur, în variante mai dietetice.
Chifteaua este, în esență, un preparat culinar sub formă de buletă din carne tocată, mai mult sau mai puțin aplatizată. Chiftelele foarte mici sunt numite adesea chifteluțe, iar cele mai mari, cu formă alungită și textură mai densă, sunt cunoscute în zona Moldovei sub denumirea de pârjoale.

## Varietăți internaționale
Chiftelele sunt un preparat cu corespondențe în multe culturi culinare:
- În Suedia și Norvegia: köttbullar – chiftele mici din carne de vită și porc, servite cu piure de cartofi, dulceață de merișoare și sos brun.
- În Italia: polpette – chiftele mai mari, servite adesea în sos de roșii sau ca umplutură pentru sandvișuri.
- În Turcia și Orientul Mijlociu: köfte – chiftele cu multe condimente (coriandru, chimen, mentă), uneori preparate la grătar.
- În India: kofta – biluțe din carne sau legume, servite în curry picant.
- În SUA: meatballs – mari, servite deseori cu paste (în stilul „spaghetti and meatballs”) sau în sandvișuri.

## Variante vegetariene și moderne
În alimentația contemporană, chiftelele au fost adaptate și pentru regimuri speciale:
- chiftele vegetariene – cu linte, năut, soia, ciuperci, cartofi sau quinoa;
- chiftele vegane – fără ou sau lapte, cu legături din semințe de in, chia sau amidon;
- chiftele fără gluten – folosind făină de orez, ovăz sau pesmet special.

Se întâlnesc tot mai frecvent în restaurante tip bistro sau fast-casual, sub denumirea generică de „meatballs” sau „veggie balls”, în combinații creative, cu sosuri internaționale, toppinguri sau salate gourmet.

## Curiozități
- Se crede că originea chiftelelor provine din Persia medievală (unde existau preparate numite „kufteh”), iar apoi s-au răspândit în Europa prin Imperiul Otoman.
- În 2019, IKEA a lansat o versiune de chifteluțe vegetale („plant balls”), disponibile la nivel internațional în restaurantele lor.